# Elacatis camerunus
Elacatis camerunus is een keversoort uit de familie platsnuitkevers (Salpingidae). De wetenschappelijke naam van de soort werd in 1921 gepubliceerd door Fritz Borchmann.